# 野党
野党（やとう）は、「在野の政党」を意味する。政権・内閣・行政を担当中ではない議会政党のこと。対義語は、与党。
与党と野党の違いは、あくまでも政権を運営している党かどうかであり、政策によっては与党に賛成することもある。

## 野党第一党
「野党第一党」とは政権与党に次ぐ議席数を持っている野党、つまり野党の中で最も多くの議席を持つ政党である、2024年6月20日現在、日本では野党最大議席を持つ政党は立憲民主党である。また、同じように野党の中で2番目に議席を持つ政党を「野党第二党」、3番目は「野党第三党」とも言う。
野党第一党は基本的に「選挙区内で一番（与党候補へ）勝てそうな野党候補」であるため、政権与党に対するお灸票という「どの政党も支持していないが、与党に不満の意思を示したい層」からの懲罰的投票行動による票が集まりやすい。他にも「お灸」の例として、野党など他党への投票することもせずに、「投票に行かない」という懲罰的投票行動もある。

## 体制内野党
与党（英語: Ruling party）・野党（英語: Opposition party）という語は、イギリスのような二大政党制で議会政治・政党政治が円滑に行われていた国々における二大政党に用いられてきた。同国の野党は、政権担当に備えてると見做されており、「影の内閣」（シャドー・キャビネット）を組織している。

### 公式野党
イギリスや旧英国植民地などウェストミンスター・システムの議院内閣制の諸国においては、野党第一党に「陛下の野党」（His/Her Majesty's Loyal Opposition）という表現が1826年に初めて使われた。「公式野党」（Official Opposition）と呼ばれる公式な地位が与えられ、その党首にも同時に「野党指導者（Leader of the Opposition）」の称号が与えられて特別な歳費も支給されることがある。この場合、野党第一党の党首らは、公式な制度として影の内閣を組織する事例が多いとされる。

## 体制外野党
19世紀末以降に資本主義国家内に「資本主義そのものに反対する政党」社会主義政党が登場すると、与党・野党という意味が変質した。社会主義政党による革命成功は「資本主義政党は永久に政権の座から外されかねないこと」を意味した。なぜならば社会主義国家となると共産党一党独裁またはヘゲモニー独裁となるので「野党」は存在しなくなるからである。

## 日本の国政野党
第二次大戦後は与党自民党に対して野党日本社会党・民社党・公明党・日本共産党が対峙する「55年体制」が長らく続いた。1993年に体制が崩壊してからは与野党は離合集散を繰り返し、民主党系の政党が国政野党の中心となっている。
一方、55年体制下の最大野党であった旧日本社会党の後継社民党は2022年時点で衆議院と参議院で各一議席という存亡の危機に瀕している。
※令和7年（2025年）7月22日現在
- 立憲民主党（代表 野田佳彦）
- 日本維新の会（代表 吉村洋文）
- 国民民主党（代表 玉木雄一郎）
- 参政党（代表 神谷宗幣）
- れいわ新選組（代表 山本太郎）
- 日本共産党（委員長 田村智子）
- 日本保守党（代表 百田尚樹）
- 社会民主党（党首 福島瑞穂）
- チームみらい（党首 安野貴博）

※以下は国会に議席を有するが政党要件を満たしていない政党である
- NHKから国民を守る党（代表 齊藤健一郎）
- 沖縄社会大衆党（委員長 高良鉄美）

### 主な野党共闘
- 民共共闘
- 社共共闘
- 社公民路線

## ゆ党
ゆ党（ゆとう）とは、野党の中で、政権・与党に対して「是々非々の立場を取る政党」を、政権・与党に対して「対立的な姿勢をとる政党」と区別する際に用いられる 。

### 1990年代
「ゆ」は五十音順では「や」と「よ」の間にある文字であり、すなわち「野党（や党）」と「与党（よ党）」の間に位置するという意味である。確認されている中での初出としては、1994年の週刊文春で竹下登（自民党の元総裁）と赤松広隆（社会党の当時前書記長）による「小沢・細川クンにモノ申す」にて、1993年の細川連立政権発足により、自民党が55年体制以降に初の野党となった時、「与党(自民党)が野党になるのは大変だが、自民党は『ゆ党』になる」と言う意見があったと記されている。竹下自身は「（野党となった）自民党は政権の重みを知っているので、『与党（細川連立政権）はけしからん』だけではダメだ」という意味で捉えたと明かしている。ただ初出に反して、この用語は主に反与党の立場を取る人物・団体が「ゆ党」たる立場の団体に対して、批判的に使用することが多く、その際には若干の軽蔑のニュアンスが含まれることが多い。
1996年（平成8年）に第1次橋本内閣での連立与党の社民党と新党さきがけの所属議員が離党し、新党さきがけの鳩山由紀夫と菅直人の両頭体制で発足した旧民主党が結党された。社民党から当時の衆参国会議員の約半数である35人、さきがけからは15人が参加、山花貞夫・海江田万里らの市民リーグは解党後に所属議員5人全員参加、新進党からは鳩山邦夫のみが参加した。計57人の新党が誕生した。彼らが新党結成させた主な理由は自民党と新進党（当時の野党第一党、右派政党）以外の政党が埋没していた状態からの脱却が目的であったため、「（当時の）橋本龍太郎内閣（自社さ連立政権）そのものとの対立」ではなかった。このことから内閣に対する姿勢・野党第一党である新進党との距離が曖昧であり、旧民主党に対して、「ゆ党」という表現が使われた。

### 2010年代
2016年（平成28年）1月には衆議院本会議の代表質問において、おおさか維新の会が「私たちは与党でもない野党でもない」と述べた。民主党がこの発言を問題視し、維新および当時友好関係にあった改革結集の会の2党は野党ではなく「ゆ党」であると主張し、衆院予算委員会で野党の質問時間に含めない考えを示し、最終的に与野党が2党に時間を譲り合う「ゆ党」扱いとなった。これに対し維新は「政権に参加していない党は野党だ」と主張し、抗議として与党からの配分時間のみを返上したうえで予算委員会を欠席する事態となった。

### 2020年代
維新の会と新国民民主党の2党は政権与党へ明確な対決姿勢ではなく、是々非々の立場を取る立場であり、たびたび「ゆ党」と報道された。2021年の第49回衆議院議員総選挙で両党は議席を伸ばし、存在感を増した。
2024年11月の衆院選で最も議席の「割合」を伸ばしたのは国民民主党であり、議席数は4倍となった。前回の世論調査から、支持率は8倍増の10.1％となり、更には国民民主党は野党内で2位の支持率になり、野党第一党の立憲民主党との支持率差は3.6%差まで縮まった上に、20代の支持最多政党・30代でも自民党に次ぐ支持政党となった。国民民主党の「ゆ党」姿勢への支持率も65％であった（内訳として、国民民主党支持の83.9％、自民党支持の63.2％、立憲民主党支持の51.1％）。同月の読売新聞の世論調査でも、自民・公明党連立政権と国民民主党の部分連合（野党のまま個別政策では連立政権へ協力）への「賛成」が66％となった。躍進した背景には、自民党(+公明党)・立憲民主党の双方を支持しない有権者層の受け皿となったことにある。一方、維新の会は埋没し、明暗が別れた。

### 「ゆ党」とされる事例
現存する政党
- 日本維新の会 (2016-)[22]
- 国民民主党 (日本 2020)[22]- 立憲民主党への合流勢が在籍していた国民民主党 (2018-2020)の時期は、市民連合に旧立憲民主党・日本共産党・社民党・社会保障を立て直す国民会議という国政野党の内5党で参画するなど対決姿勢をとっていた。

現存する政党で過去に「ゆ党」とされた政党
- 公明党- PKO国会から1999年の連立入まで

過去に存在した政党
- 民社党- PKO国会の会期中
- 新自由クラブ-1976年結党、1983年から連立入り。1986年の第38回衆議院議員総選挙での大敗・自民党大勝を受けて、大多数が自民党へ復帰で解党
- 民主党 (日本 1996-1998)-自民党と新進党の二大政党からの埋没脱却目的での結成で両党どちらか側か不明だったため。
- みんなの党→日本を元気にする会- 2015年の平和安全法制論議以降からゆ党路線。次世代の党・新党改革と共同提出した修正案内容を自公政権が受け入れたことで賛成したが、同年12月7日に国対委員長の井上義行が離党届で所属議員が5人を下回るために政党要件喪失。
- 新党大地・真民主-新党大地時代は衆議院で民主党と統一会派を組み、閣外協力の関係にある完全に与党であったが、新党大地・真民主は民主党から除籍されたメンバーが在籍していることを受け、衆議院における民主党との統一会派を解除された。しかし、国会での議席は与党側であり、野田政権による消費税3党合意へ反発するまでは事実上の与党とみなされていた。
- 新党日本-2009年9月から2011年4月までは田中康夫代表と親交の深い鳩山由紀夫が首相在任当時だけでなく、鳩山退陣後も菅直人・野田佳彦両内閣で国民新党と統一会派を組む形で与党会派に所属していたが、民主党連立政権には参画していないことによる与党ではない野党状態期
- 新党きづな-2011年から2012年まで存在した民主党内の小沢一郎派で結成された政党。与党民主党、野党自民党とも対決姿勢。
- 次世代の党→日本のこころを大切にする党→日本のこころ-2014年8月結党。2018年に自民党へ合流し、解党
- 新党改革-2015年の上記の平和安全法制論議へ次世代の党・新党改革と共同提出期にゆ党路線。2016年の第24回参議院議員通常選挙で比例区得票率も2.0%も下回ったために政党要件喪失後に解党。
- 日本維新の会 (2012-2014)- 自民党・民主党の二大政党に対抗する「第三極」の中心として注目を集めていた。2014年に次世代の党(石原慎太郎グループ)の分離および結いの党(みんなの党を除籍された江田憲司派)との合流で維新の党が結党。